# Scaphopetalum pallidinerve
Scaphopetalum pallidinerve är en malvaväxtart som beskrevs av Adolf Engler och Krause. Scaphopetalum pallidinerve ingår i släktet Scaphopetalum och familjen malvaväxter. Inga underarter finns listade i Catalogue of Life.